# Marco Passera
(Davide Bonora, Intervista a Basketnet.it)
Marco Passera (Varese, 17 febbraio 1982) è un allenatore di pallacanestro ed ex cestista italiano.
Ha giocato due stagioni in Serie A con Varese e vestito la maglia della Nazionale italiana.

## Carriera
Attivo nel ruolo di playmaker, cresce nel vivaio della Robur et Fides Varese, per poi passare nelle serie minori. Nella stagione 2005-2006 viene impiegato nella "Vanoli Soresina", giudicato MVP della stagione nei play-off, ottenendo la promozione dalla serie B1 alla Legadue.
In Legadue viene premiato come miglior playmaker italiano.
Nel 2007-08 arriva in A1 alla Pallacanestro Varese, con cui firma un triennale e batte la concorrenza di Aleksandar Ćapin e Tierre Brown diventando titolare. Le sue prestazioni non passano inosservate ed il selezionatore Carlo Recalcati lo convoca per delle amichevoli con la maglia azzurra.
Dopo la discesa in A Dilettanti con Piacenza, nel 2012-13 passa all'Orlandina. Un infortunio alla mano subito durante la Coppa Italia gli condiziona l'intera stagione, tenendolo fuori a lungo.
Il 13 agosto 2014 firma per il Basket Brescia Leonessa dove milita in Serie A2.
Il 3 gennaio 2017 lascia Brescia dopo circa due anni e mezzo rescindendo il suo contratto, per approdare al Latina Basket società di Legadue.
Il 24 luglio 2017 firma per la Viola Reggio Calabria.
L'8 gennaio 2018 torna dopo più di cinque anni, in terra emiliana firmando fino a fine stagione con l'Assigeco Piacenza.

## Statistiche

### Nazionale
| Cronologia completa delle presenze e dei punti in Nazionale - Italia | Cronologia completa delle presenze e dei punti in Nazionale - Italia | Cronologia completa delle presenze e dei punti in Nazionale - Italia | Cronologia completa delle presenze e dei punti in Nazionale - Italia | Cronologia completa delle presenze e dei punti in Nazionale - Italia | Cronologia completa delle presenze e dei punti in Nazionale - Italia | Cronologia completa delle presenze e dei punti in Nazionale - Italia | Cronologia completa delle presenze e dei punti in Nazionale - Italia |
| Data                                                                 | Città                                                                | In casa                                                              | Risultato                                                            | Ospiti                                                               | Competizione                                                         | Punti                                                                | Note                                                                 |
| -------------------------------------------------------------------- | -------------------------------------------------------------------- | -------------------------------------------------------------------- | -------------------------------------------------------------------- | -------------------------------------------------------------------- | -------------------------------------------------------------------- | -------------------------------------------------------------------- | -------------------------------------------------------------------- |
| 26/05/2008                                                           | Alba Adriatica                                                       | Italia                                                               | 77 - 56                                                              | Iran                                                                 | Amichevole                                                           | 5                                                                    | [ 10 ]                                                               |
| 27/05/2008                                                           | Campli                                                               | Italia                                                               | 84 - 67                                                              | Iran                                                                 | Amichevole                                                           | 8                                                                    | [ 11 ]                                                               |
| 29/05/2008                                                           | Roseto degli Abruzzi                                                 | Italia                                                               | 93 - 65                                                              | Algeria                                                              | Torneo amichevole                                                    | 5                                                                    | [ 12 ]                                                               |
| 30/05/2008                                                           | Roseto degli Abruzzi                                                 | Italia                                                               | 67 - 63                                                              | Croazia                                                              | Torneo amichevole                                                    | 12                                                                   | [ 13 ]                                                               |
| 31/05/2008                                                           | Roseto degli Abruzzi                                                 | Italia                                                               | 79 - 86                                                              | Iran                                                                 | Torneo amichevole                                                    | 3                                                                    | [ 14 ]                                                               |
| 03/06/2008                                                           | Treviglio                                                            | Italia                                                               | 65 - 69                                                              | Rep. Ceca                                                            | Amichevole                                                           | 0                                                                    | [ 15 ]                                                               |
| 04/06/2008                                                           | Bassano del Grappa                                                   | Italia                                                               | 90 - 98                                                              | Rep. Ceca                                                            | Amichevole                                                           | 0                                                                    | [ 16 ]                                                               |
| 06/06/2008                                                           | Verona                                                               | Italia                                                               | 76 - 68                                                              | Ucraina                                                              | Torneo amichevole                                                    | 4                                                                    | [ 17 ]                                                               |
| 07/06/2008                                                           | Verona                                                               | Italia                                                               | 73 - 59                                                              | Selezione U22 LNP                                                    | Torneo amichevole                                                    | 8                                                                    | [ 18 ]                                                               |
| 08/06/2008                                                           | Verona                                                               | Italia                                                               | 88 - 69                                                              | Rep. Ceca                                                            | Torneo amichevole                                                    | 12                                                                   | [ 19 ]                                                               |
| 10/06/2008                                                           | Montebelluna                                                         | Italia                                                               | 90 - 73                                                              | Ucraina                                                              | Torneo amichevole                                                    | 0                                                                    | [ 20 ]                                                               |
| Totale                                                               |                                                                      | Presenze                                                             | 11                                                                   |                                                                      | Punti                                                                | 57                                                                   |                                                                      |

## Palmarès
- Campionato italiano dilettanti: 1
- Basket Brescia Leonessa: 2015-16
- Legadue: 1
Pall. Varese: 2008-09
- Promozione dalla Serie B Ecc/A Dil in Legadue: 2
Triboldi Soresina: 2005-06;
U.C. Piacentina: 2010-11
- Miglior playmaker italiano Legadue
2007